# Legame fosfo-anidridico

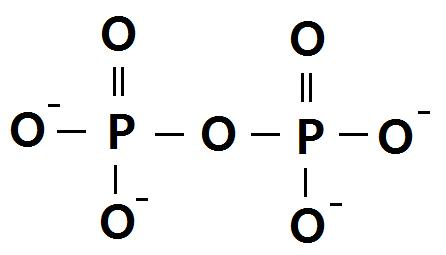
Esempio di legame fosfo-anidridico in una molecola di pirofosfato. La grande densità di cariche negative rende la molecola molto reattiva in soluzione acquosa.

Il legame fosfo-anidridico, noto anche come legame fosfato ad alta energia, è un tipo di legame caratteristico di un composto che contiene il gruppo funzionale -O-PO2-O-PO2-O- analogo ad un legame anidridico organico a base di carbonio. Più in generale con il termine legame fosfo-anidridico si può intendere una classe più ampia di legami che si differenziano per stabilità e composizione chimica; un esempio è dato dal 1,3-bisfosfoglicerato, intermedio della glicolisi, che presenta un legame fosfo-anidridico in posizione C1. In questo caso il gruppo funzionale è -CO-O-PO2-O- dove appaiono un atomo di carbonio e uno di fosforo. Questo tipo di legame, per motivi di risonanza, contiene maggiore energia rispetto ad un legame anidridico con due atomi di fosforo, infatti il 1,3-bisfosfoglicerato è un composto ad alta energia precursore della biosintesi di Adenosina trifosfato (ad energia minore).

## Energia di legame
Negli esseri viventi il legame fosfo-anidridico costituisce la fonte principale di energia biochimica impiegata per svolgere le funzioni vitali dell'organismo. L'energia contenuta nel legame viene liberata con reazioni di idrolisi opportunamente catalizzate:
| Reazione                              | Energia liberata (KJ/mol) | Energia liberata (Kcal/mol) |
| ------------------------------------- | ------------------------- | --------------------------- |
| 1,3-BPG + H2O → 3-fosfoglicerato + Pi | ΔG° = -49,3               | ΔG° = -11,8                 |
| ATP + H2O → AMP + PPi                 | ΔG° = -45,6               | ΔG° = -10,9                 |
| ADP + H2O → AMP + Pi                  | ΔG° = -32,8               | ΔG° = -7,8                  |
| ATP + H2O → ADP + Pi                  | ΔG° = -30,5               | ΔG° = -7,3                  |
| PPi + H2O → 2Pi                       | ΔG° = -19,2               | ΔG° = -4,0                  |

## Alcune molecole organiche che contengono legami fosfo-anidridici
- 1,3-bisfosfoglicerato
- UDP-glucosio
- Glucosio-1-fosfato
- ATP
- ADP
- NAD+
- FAD
- TPP
- Coenzima A
- Pirofosfato (non è una molecola organica ma è molto importante a livello biologico in quanto compare spesso nei processi fisiologici metabolici come la β-ossidazione).